# Лимба (Алба)
Лимба (рум. Limba) насеље је у Румунији у округу Алба у општини Чугуд. Oпштина се налази на надморској висини од 237 m.

## Становништво
Према подацима из 2011. године у насељу је живело 290 становника.